# Vácegres
Vácegres é um município da Hungria, situado no condado de Peste. Tem 13,67 km² de área e sua população em 2015 foi estimada em 843 habitantes.